# Julien Ari
Julien Ari Bensimhon ist ein US-amerikanischer Schauspieler.

## Leben
Bensimhon ist mit Englisch und Französisch als Muttersprachen bilingual aufgewachsen. Außerdem spricht er Spanisch. Ab 2008 studierte er Schauspiel an der Florida State University. 2012 schloss er sein Schauspielstudium mit dem Bachelor of Arts ab. Bereits während seines Studiums spielte er unter anderen in den beiden Kurzfilmen Game Gorilla und Anyuta mit. 2014 gab er in eine der Hauptrollen als Cameron sein Filmschauspieldebüt in Alpha House. In den nächsten Jahren erhielt er Episodenrollen in verschiedenen, US-amerikanischen Fernsehserien wie Navy CIS: L.A., CSI: Cyber, Murder in the First oder Scorpion. 2016 hatte er eine Nebenrolle im Spielfilm XOXO inne. 2017 stellte er in zwei Episoden der Fernsehserie Game Shakers – Jetzt geht’s App die wiederkehrende Rolle eines Hipsters dar. Anschließend folgten weitere Episodenrollen in verschiedenen Fernsehserien. 2022 mimte er in vier Episoden der Miniserie God of Work die Rolle des Luigi.
Als Talentmanager ist Ari seit 2020 zusätzlich tätig und wirkte in dieser Funktion unter anderen an den Fernsehserien Looking for Gains, Grey Area und The Download mit.

## Filmografie (Auswahl)
- 2010: Game Gorilla (Kurzfilm)
- 2011: Anyuta (Kurzfilm)
- 2014: Alpha House
- 2015: Navy CIS: L.A. (NCIS: Los Angeles, Fernsehserie, Episode 6x18)
- 2015: CSI: Cyber (Fernsehserie, Episode 2x08)
- 2016: Murder in the First (Fernsehserie, Episode 3x06)
- 2016: XOXO
- 2016: Scorpion (Fernsehserie, Episode 3x01)
- 2017: Game Shakers – Jetzt geht’s App (Game Shakers, Fernsehserie, 2 Episoden)
- 2017: Jane the Virgin (Fernsehserie, Episode 4x05)
- 2018: S.W.A.T. (Fernsehserie, Episode 2x02)
- 2018: Navy CIS (NCIS, Fernsehserie, Episode 16x03)
- 2019: Veep – Die Vizepräsidentin (Veep, Fernsehserie, Episode 7x03)
- 2019: Binged (Fernsehserie, Episode 1x01)
- 2019: 9-1-1 (Fernsehserie, Episode 3x05)
- 2019: Slay (Miniserie)
- 2021: Punky Brewster (Fernsehserie, Episode 1x01)
- 2021: Good Girls (Fernsehserie, Episode 4x01)
- 2021: Discover Indie Film (Fernsehserie, Episode 4x10)
- 2021: Yellowjackets (Fernsehserie, Episode 1x01)
- 2022: God of Work (Miniserie, 4 Episoden)